# Norialsus letabensis
Norialsus letabensis är en insektsart som först beskrevs av Synave 1962.  Norialsus letabensis ingår i släktet Norialsus och familjen kilstritar. Inga underarter finns listade i Catalogue of Life.